# 仙女座υe
仙女座υe，或稱為天大將軍六e（Upsilon Andromedae e）是仙女座恆星天大將軍六的行星系中最外側的系外行星。該行星是已知系外行星中最像木星的。

## 發現
仙女座υe發現於2010年11月22日，但相關論文出版於同年12月2日。它是在2010年中在已知的行星系中發現的第四顆行星，另外三顆行星是格利澤876e、HD 10180 e和HR 8799 e。
天文學家原本認為第四顆行星是不應該存在於這個系統，因為會造成行星系的不穩定，且第四顆行星會被彈出系統。但在2007年有一個報告指出有個穩定區域可能可讓第四顆行星存在。

## 特徵
仙女座υe被認為是「孿生木星」，因為它的質量稍高於木星，而且它和母星的距離與木星和太陽的距離相當；仙女座υe和母星距離是5.2456天文單位，而木星和太陽距離是5.2043天文單位。雖然目前因為不知道它的軌道傾角，只能得知它的質量下限，它的真實質量應該稍高。它的軌道週期稍長於10年，軌道離心率0.00536，比系統中其他行星更接近圓形軌道。